# Richland Hills
Richland Hills – miasto w Stanach Zjednoczonych, w stanie Teksas, w hrabstwie Tarrant.

## Demografia
Według przeprowadzonego przez United States Census Bureau spisu powszechnego w 2010 roku miasto liczyło 7 801 mieszkańców. Natomiast skład etniczny w mieście wyglądał następująco: Biali 84,0%, Afroamerykanie 2,5%, Azjaci 1,3%, pozostali 12,2%.